# Ptiloglossa xanthorhina
Ptiloglossa xanthorhina là một loài Hymenoptera trong họ Colletidae. Loài này được Moure mô tả khoa học năm 1945.